# Lampedo Linea
Lampedo Linea zijn lijnen op de planeet Venus. De Lampedo Linea werden in 1982 genoemd naar Lampedo, een Scythische Amazonekoningin.
De lineae hebben een lengte van 800 kilometer en bevinden zich ten noorden van Libuse Planitia in het quadrangle Metis Mons (V-6).